# Au nom de la mère et du fils
Pour plus de détails, voir Fiche technique et Distribution.
Au nom de la mère et du fils est un film documentaire québécois réalisé par Maryse Legagneur, sorti en 2005. Le film a gagné le Prix Claude-Jutra pour la relève aux Rendez-vous du cinéma québécois en 2006.

## Synopsis
Alors que leurs parents ont migré d’Haïti pour venir bâtir au Canada une vie meilleure, James et Le Voyou tentent de se faire une place à eux, libres de leurs choix, maître de leurs projets, dans la société québécoise. En arrière-plan, la voix d’un ange gardien murmure en créole les paroles de générations de femmes haïtiennes qui ont lutté pour leurs familles. Un récit sensible et intelligent se déroulant dans le quartier Saint-Michel et qui jette un regard neuf sur les préjugés envers les jeunes noirs à Montréal.

## Fiche technique
- Titre : Au nom de la mère et du fils
- Titre anglais : In the Name of the Mother and the Son
- Réalisation : Maryse Legagneur
- Scénario : Maryse Legagneur
- Musique : Simon Bellefleur et Sandro Forte
- Photographie : Alex Margineanu
- Montage : Elric Robichon
- Son : Louis Desparois
- Production : Alain Thériault et Yves Bisaillon
- Durée : 55 minutes
- Dates de sortie : 
  -  Canada : 25 septembre 2005 (Cinéfest Sudbury International Film Festival)

## Distribution
- James-Arnolds Similhomme
- Le Voyou
- Mustafa Ali
- Adel Kaddar
- Kapois Lamort
- Jason O’Meara
- Monique Dauphin : Voix
- Claudette Michel : Voix